# 유가 (포령후)
유가(劉嘉, ? ~ ?)는 전한 중기의 제후로, 광천혜왕의 아들이다.

## 행적
원삭 3년(기원전 126년), 포령후(蒲領侯)에 봉해졌으나, 죄를 지어 작위가 박탈되었다.

## 출전
- 사마천, 《사기》 권21 건원이래왕자후자연표
- 반고, 《한서》 권15상 왕자후표 上

| 선대 (첫 봉건) | 전한의 포령후 기원전 126년 10월 계유일 ~ ? | 후대 포령양후 유록 |